# Albert Antal
Albert Antal (Csíkdánfalva, 1929. november 3. – Csíkszereda, 2005. december 7.) magyar újságíró, szerkesztő.

## Életútja
A csíkszeredai gimnázium elvégzése után a Magyar Népi Szövetség (MNSZ) bukaresti központjában dolgozott, majd Szaratovban (Szovjetunió) történelem szakot végzett; tanulmányait 1959-ben a bukaresti Ștefan Gheorghiu Társadalomtudományi Akadémián fejezte be.
1968-ig az Előre főszerkesztő-helyettese, majd a Hargita című napilap főszerkesztője Csíkszeredában, az újságot és annak újságíróit mindig megvédte. Jeles irodalmi személyiségeket vont az írásba, köztük Székely János, Szabó Gyula, Beke György, Sütő András, Varró Ilona. Albert Antal szerkesztette a Hargita kalendáriumot is, az ő szerkesztése idején vált e kalendárium kedveltté az erdélyi magyarság körében. Megyéjében szorgalmazta a magyar nyelvű műszaki könyvkiadást.
1989 után mindjárt ott volt a Hargita Népe alapításánál, mint nyugdíjas publicisztikájával vett részt az erdélyi magyarság közéletében.